# Un ponte da costruire - Una relazione nuova tra Chiesa e persone LGBT
Un ponte da costruire - Una relazione nuova tra Chiesa e persone LGBT (titolo originale Building a Bridge: How the Catholic Church and the LGBT Community Can Enter into a Relationship of Respect, Compassion, and Sensitivity) è un libro di James Martin pubblicato per la prima volta il 13 giugno 2017. In Italia l'opera è stata tradotta da Laudieri Di Biase e pubblicata il 22 maggio 2018 da Marcianum Press.

## Soggetto
L'opera evidenza il difficile rapporto tra le persone LGBT e gli esponenti della Chiesa cattolica e auspica comprensione e dialogo trasversale tra le due parti.

## Capitoli
- Dichiarazioni di apprezzamento (autori vari)
- Prefazione (a cura di Matteo Maria Zuppi)
- Perché ho scritto questo libro
- Un ponte bidirezionale
- Verso le persone LGBT
- Verso la Chiesa
- Assieme sul ponte
- Brani biblici per riflettere e meditare
- Preghiera per quando ci si sente esclusi
- Ringraziamenti
- Postazione - Pastorale e dottrina? Un invito alla lettura (a cura di Damiano Migliorini e Giuseppe Piva)
- Nota della traduttrice (di Laudieri Di Biase)